# 新興蒙所
新興 蒙所（にいおき もうしょ、男性、貞享4年（1687年） – 宝暦5年11月25日（1755年12月27日））は、江戸時代前期の書家、篆刻家である。篆刻において大坂にて初期浪華派を起した。
本姓は菅原姓。はじめ堀蒙園と名乗るが後に新興とした。自ら修して興と称している。名は光鍾、字は中連、蒙所は号である。江戸に生まれ大坂に移った。

## 略伝
父の政貞は堀田正俊に儒官として仕えたがその後浪人となっている。蒙所は幼少より書を能くし、とりわけ篆書・隷書に優れた。大阪に移ると堺に住み、晩年は肥前蓮池藩に仕えた。書で名を成し、今体派の篆刻を大坂にもたらし初期浪華派を起した。門下の牧夏嶽・泉必東・尾崎散木・佚山・都賀庭鐘などが一派をなした。
大徳寺源光庵に墓所がある。碑文は門弟の都賀庭鐘が刻している。

## 著書
- 印譜『蒙所資カン（門+月）』3巻

## 註
1. ↑  よく積小館という号が蒙所の別号のように誤って伝えられるが、正しくは門弟の牧夏嶽の室号である。（水田紀久「都賀庭鐘」『日本篆刻史論考』）